# Oto Biederman
Oto Biederman (* 5. srpna 1973 Brandýs nad Labem) je český sériový vrah odsouzený za 5 vražd na doživotí. Biederman byl členem tzv. Kolínského gangu.

## Mládí
Oto Biederman se narodil roku 1973 v Brandýse nad Labem, jeho rodina se však brzy přestěhovala do Tlustovous (dnes část obce Tuklaty) na Kolínsku. V mládí se ničím neodlišoval od svých vrstevníků. Pocházel ze spořádané rodiny, ve škole měl průměrný prospěch a nepatřil mezi problémové žáky. Po základní škole nastoupil do učení v oboru biochemik se zaměřením na lihovarnictví a vinařství na SOUZ Kojetín. Ve druhém ročníku byl pro kázeňské problémy nucen školu přerušit a nastoupit do zaměstnání v Kolínském lihovaru. Po roce se do učení vrátil a absolvoval s vyznamenáním. V lihovaru poté pracoval až do roku 1993. Jelikož se intenzivně zajímal o zbraně a bojová umění, našel si zaměstnání jako ostraha. Prošel několika bezpečnostními agenturami, než v roce 1994 přestal pracovat úplně.

## Vraždy

### Josef Dovhanič (†36)
Na jaře roku 1993 naplánoval provozní ředitel agentury SAFE-GUARD Ivan Vrábel s dalšími zaměstnanci Romanem Procházkou a Jiřím Šťastným uloupení tržeb z obchodního domu Krone v Praze. Ostrahu tohoto objektu zajišťovala právě jejich agentura, takže měli dobrý přehled o zabezpečení budovy. Procházka se Šťastným se měli ve služebních uniformách dostat k zadní vrátnici, odstranit hlídače a vyloupit trezor. Ani jeden z nich však nebyl na místě ochoten strážného zavraždit a proto byl po dvou odvolaných pokusech osloven právě jejich známý Oto Biederman. V noci z 6. na 7. července se Šťastný, Procházka a Biederman v uniformách agentury vypravili do obchodního domu Krone, který se nacházel na rohu Jindřišské ulice a Václavského náměstí. Zatímco Procházka hlídal před budovou, Biederman napadl vrátného Josefa Dovhaniče tonfou. Na zemi ho poté společně se Šťastným škrtili lankem a nakonec ubodali nožem a jehlicí. Z místa si odnesli více než 3 000 000 korun. Z nich Biederman dostal pouze 15 000 korun českých 

### Martin Srb (†28)
Na jaře roku 1995 se majitel malé výrobny rukavic Martin Srb zmínil o své plánované cestě do Spojených států. Pro tuto příležitost měl mít doma v trezoru připravenu značnou sumu peněz. Skupina kolem Biedermana se se Srbem znala. Rozhodli se ho vylákat na osamocené místo, tam ho zabít a okrást o klíče od trezoru, které měl nosit neustále u sebe. Večer 1. června vyzvedli Biederman s komplicem Jaroslavem Pavlíčkem Srbu v obci Škvorec. Pozvali ho do biliard klubu v Újezdu nad Lesy. Cestou se zastavili na opuštěném parkovišti „u Pálka" (později tu bylo bistro „Na Formanské cestě", které již nyní nefunguje), kde se k nim měl údajně někdo připojit. Jakmile Srb vystoupil z vozu, Biederman k němu přistoupil a zastřelil ho dvěma ranami do srdce a hlavy. Tělo poté odvezli do domu dalšího komplice Milana Chládka. Při prohledání mrtvého objevili pouze 7 000 korun a několik drobností. Tělo zakopali a Srbova trezoru se rozhodli zmocnit i bez klíčů. Jeho dům strážili několik dní. Až poté, co Srbova manželka i s dětmi odjela, se dostali dovnitř a trezor odvezli. V Biedermanově domě ho rozřezali, ale žádné peníze nenašli. Srbova žena po zmizení svého manžela všechny peníze z domu raději odnesla. Navíc nahlásila na policii, že se její muž v den svého zmizení pohyboval ve společnosti Biedermana a Pavlíčka. Pro vznesení obvinění však neexistovaly potřebné důkazy.

### Zdeněk Langer (†43)
7. června 1995 se Biederman s Chládkem rozhodli přepadnout benzínovou pumpu. Vybrali si čerpadlo MOTA na Praze 9. v Českomoravské ulici. Zatímco Chládek hlídal u auta, Biederman požádal pumpaře Langera o krabičku cigaret. Když zašli dovnitř, namířil mu na hlavu revolverem a poručil mu, aby vydal peníze. Langer Biedermanovi odevzdal peněženku s 30 000 korunami. V tu chvíli otevřel dveře Chládek, který chtěl zkontrolovat situaci. Langer se pohnul a Biederman ho střelil do hlavy. Při odchodu ho zasáhl ještě jednou. S Chládkem pak všechny uloupené peníze utratili ještě téhož večera v nočním klubu.

### Jaroslav Pavlíček (†27)
Další obětí se stal Biedermanův dřívější spolupachatel Pavlíček. Ten zdědil výhodné pozemky v Praze. Ivan Vrábel se chtěl těchto pozemků zmocnit a využít je ke svému podnikání. Vrábel Pavlíčkovi sdělil svůj záměr pozemky za slušnou cenu odkoupit. Na smluvenou schůzku měl dorazit 28. září společně s Biedermanem. Toho měl vyzvednout autem v domě jeho rodičů. Biederman pozval Pavlíčka k sobě do pokoje a usadil ho na gauč. Poté otevřel šatní skříň, ze které vyndal samopal a Pavlíčka šestkrát střelil. Protože mu připadalo, že se Pavlíček ještě hýbe, bodl ho do srdce dýkou. Tělo poté uložil do skříně a v noci zakopal nedaleko domu. V domě byla v době vraždy přítomna jeho rodina. Výstřely je však nepřekvapily, protože jejich syn ve svém pokoji údajně střílel celkem běžně. Pozemek však skupina nezískala, jelikož nebyl na Pavlíčka v době jeho smrti ještě plně převeden.

### Tomáš Bleier (†45)
Koncem roku 1995 byl Vrábel osloven skupinou podnikatelů z Litvínova. Těm dvojice mužů ze Vsetínska dlužila za odebrané zboží 2 000 000 Kč. Litvínovští podnikatelé se proto rozhodli jednoho z nich pro výstrahu zavraždit. Volba padla na podnikatele Tomáše Bleiera. Vrábel pro tuto akci vybral Chládka, Biedermana a nového člena skupiny Miroslava Karnoše. Bleiera měli nalákat na uzavření výhodného obchodu. Na první schůzce ve Valašském Meziříčí jim Bleier sdělil, že se zajímá pouze o obchod s barevnými kovy. Pod touto záminkou ho skupina 17. ledna 1996 pozvala do hotelu Apollo. Biederman zajistil pomocí ukradeného občanského průkazu pokoj, ve kterém se on a Karnoš s Bleierem setkali, zatímco Chládek vyčkával v připraveném autě. Začali diskutovat o prodeji většího množství mědi. Bleier se však usadil do křesla, čímž znemožnil plánovaný útok. Teprve ve chvíli, kdy se zeptal na velikost slibované mědi, pobídl ho Karnoš k oknu, aby mu to mohl demonstrovat na skladu nacházejícím se v blízkosti hotelu. Když Bleier vstal a přistoupil k oknu, chytil ho Biederman zezadu za ústa a bodl dýkou do břicha. Když se Bleier sesunul na zem, bodli ho oba ještě několikrát do krku a hrudníku. Mrtvého okradli, zastlali do postele, pokoj zamkli a v zámku zlomili klíč.

## Dopadení
Do pátrání po Bleierových vrazích se zapojily policejní jednotky několika krajů, jelikož bylo nutné zmapovat jeho rozsáhlé obchodní aktivity. Důležité svědectví podalo několik náhodných kolemjdoucích, kteří si v den vraždy před hotelem povšimli červeného automobilu Renault 25 s nápadně zablácenými poznávacími značkami. Bleierově rodině se podařilo odkódovat jeho elektronický diář. V něm byla nalezena informace o červeném Renaultu, který měl patřit Miroslavu Karnošovi, se kterým se Bleier krátce před vraždou setkal. Karnoš po svém zadržení podíl na vraždě odmítl. Ve snaze zajistit si alibi však uvedl jména Biedermana a Chládka, se kterými se měl ten den na severní Moravě pohybovat. Biederman a Chládek byli zadrženi. Karnoš s Chládkem ze zločinu obvinili Biedermana. Ten se po seznámení s jejich výpověďmi rozhodl odhalit pravdu nejen o likvidaci Bleiera, ale i o všech předcházejících vraždách. Za svůj podíl na zločinech „Kolínského gangu“ byli v letech 1998 a 1999 odsouzeni: Jiří Šťastný – 12,5 roku, Roman Procházka – 13 let, Miroslav Karnoš – 13,5 roku, Milan Chládek – 18 let (po odvolání), Ivan Vrábel – 24,5 roku (po odvolání), Oto Biederman – doživotí (po odvolání).

## Výkon trestu
K roku 2022 si Biederman odpykával doživotní trest ve věznici Rýnovice. Jeho žádost o podmínečné propuštění po 25 letech ve výkonu trestu zamítl Okresní soud v Jablonci nad Nisou i stížnostní Krajský soud v Ústí nad Labem - pobočka Liberec a verdikt v listopadu 2022 potvrdil i Ústavní soud.